# Комаром-Естергом (жупанија)
Комаром-Естергом (жупанија), (мађ. Komárom-Esztergom megye) је једна од прекодунавских жупанија Мађарске, налази се на северу централне прекодунавске регије.
Жупанија лежи на северозападном делу Мађарске. Своје границе дели са Словачком и мађарским жупанијама Ђер-Мошон-Шопрон и Веспрем, Фејер и Пешта. Кроз ову жупанију протиче и река Дунав. Површина жупаније је 2.265,08 km². Седиште жупаније је град Татабања.

## Историја
Комар-Естергом жупанија је креирана после Првог светског рата од остатака бивших, историјских, мађарских жупанија Комар и Естергом. После Првог светског рата делови ових жупанија су Трианонским споразумом додељени Чехословачкој. Предратна ситуација је привремено обновљена током Другог светског рата од 1940. па до 1945. године. После Другог светског рата жупанија је добила своје данашње облике граница. У периоду од 1945. па до 1990. године жупанија се звала Комаром, а од 1990. носи своје данашње име Комаром-Естергом.

### Котари у жупанији Комаром-Естергом
У Комаром-Естергом жупанији постоји 7 котара.
Котари у Комаром-Естергом жупанији са основним статистичким подацима:
| Име котара  | Седиште  | Површина (km²) | Број становника (1. јануар 2007) | Број насеља |
| ----------- | -------- | -------------- | -------------------------------- | ----------- |
| Дорошки     | Дорог    | 232,45         | 40.392                           | 15          |
| Естергомски | Естергом | 304,86         | 56.259                           | 9           |
| Кишбершки   | Кишбер   | 510,77         | 21.090                           | 17          |
| Комаромски  | Комаром  | 379,04         | 41.065                           | 9           |
| Орослањски  | Орослањ  | 199,36         | 27.414                           | 6           |
| Татајски    | Тата     | 306,69         | 40.314                           | 10          |
| Татабањски  | Татабања | 331,70         | 88.502                           | 10          |

### Градови са општинском управом
- Татабања Tatabánya, (70.541), (седиште)

### Градови са статусом носиоца општине
(Ред списка је направљен по опадајућем низу броја становника датог места, попис је из 2001. године, курзивним текстом су написана оригинална имена на мађарском језику), а у заградама је број становника.
- Естергом Esztergom, (30.261)
- Тата , (24.805)
- Комаром Komárom, (19.587)
- Орослањ Oroszlány, (19.328)
- Дорог , (12.203)
- Њергешујфалу Nyergesújfalu, (7.563)
- Ач , (7.260)
- Кишбер Kisbér, (5.626)
- Лабатлан Lábatlan, (5.257)
- Баболна Bábolna, (3.781)

### Села
| - Ачтесер , - Ака , - Алмашфизите , - Анавелђ , - Асар , - Бај , - Бајна , - Бајот , - Бакоњбанк , - Бакоњшаркањ , - Бакоњсомбатхељ , - Бана , - Баршоњош , | - Бокод , - Часар , - Чатка , - Чем , - Чеп , - Чолнок , - Дад , - Даг , - Демеш , - Дунаалмаш , - Дунасентмиклош , - Епел , - Ете , | - Ђермељ , - Херег , - Кечкед , - Керектелеки , - Кестелц , - Кишигманд , - Коч , - Кемлед , - Керње , - Леањвар , - Маријахалом , - Моча , - Мођорошбања , | - Нађигманд , - Нађшап , - Насаљ , - Несмељ , - Пилишчев , - Пилишмарот , - Реде , - Шаришап , - Шите , - Шур , - Саксенд , - Сарлигет , - Сомод , | - Сомор , - Тардош , - Тарјан , - Таркањ , - Тат , - Токод , - Токодалтаро , - Уњ , - Варгестеш , - Вертешкетхељ , - Вертешшомло , - Вертешселеш , - Вертештолна . |

 означене општине су „велика“ села.